# Estación de Wangen bei Olten
La estación de Wangen bei Olten es una estación ferroviaria de la comuna suiza de Wangen bei Olten, en el Cantón de Soleura.

## Historia y situación
La estación de Wangen bei Olten fue inaugurada en el año 1876 con la puesta en servicio del tramo Olten - Soleura de la línea Olten - Lausana, también conocida como la línea del pie del Jura.
Se encuentra ubicada en el suroeste del núcleo urbano de Wangen bei Olten. Cuenta con un andén central al que acceden dos vías pasantes, a las que hay que sumar otras dos vías pasantes y un par de vías toperas. En la salida de la estación hacia Lausana existe una derivación para dar servicio a una industria.
En términos ferroviarios, la estación se sitúa en la línea Olten - Lausana, que prosigue hacia Ginebra y la frontera francosuiza, conocida como la línea del pie del Jura. Sus dependencias ferroviarias colaterales son la estación de Olten Hammer hacia Olten y la estación de Hägendorf en dirección Lausana.

## Servicios ferroviarios
Los servicios ferroviarios de esta estación están prestados por SBB-CFF-FFS:

### Regional
- R Biel/Bienne - Soleura - Olten. Cuenta con trenes cada hora en ambos sentidos.
- R Olten - Soleura - Langendorf (- Oberdorf). Servicios cada hora entre Olten y Langendorf, siendo algunos trenes prolongados hasta Oberdorf.